# キリストの復活 (ベッリーニ)
『キリストの復活』（キリストのふっかつ、独: Die Auferstehung Christi 、 英: esurrection of Christ）は、初期イタリア・ルネサンスのヴェネツィア派の巨匠ジョヴァンニ・ベッリーニが1475–1479年に制作した絵画である。元来、板上に油彩で描かれたが、板からキャンバスに移されている。ヴェネツィアのサン・ミケーレ・ディ・ムラーノ教会のマリーノ・ゾルジ (Marino Zorzi) 礼拝堂のために描かれた。以前、チーマ・ダ・コネッリアーノ、アンドレア・プレヴィターリ 、バルトロメオ・ヴェネト、マルコ・バサイティに帰属されたことがあるが、1903年にベルリン絵画館に取得された後の完全な修復によりジョヴァンニ・ベッリーニへの帰属が確認された。

## 作品
本作はムラーノ島にある教会のために制作されたが、ムラーノ島にはヴェネツィアの人々の墓地があった。そのため「キリストの復活」という本作の主題は、「最後の審判」の後、復活することを望んでいた絵画の依頼者にとって完全に合致するものであった。
ベッリーニは、1450年代と1460年代に義弟であったアンドレア・マンテーニャから多くを学んだが、本作においても上部左側の木の上の鵜、前景左側の兵士の盾などにその影響が見て取れる。しかし、マンテーニャに本作の空に見るような微妙な光の描写はできなかったであろう。いくつかの雲はピンクがかったオレンジ色で、ほかの雲はまだ太陽光線を浴びていないため暗い色となっている。
ヴェネツィア派絵画の基礎を築いたジョヴァンニ・ベッリーニは、多くの作品において微妙な光の効果によって統一された空間を実現している。本作においても、空、風景、登場人物たちは等しく早朝の光の中に捉えられている。しかし、復活したイエス・キリストだけは、早朝の光とは関わりのない白日の光に照らされている。かくして、本作は鮮烈な写実主義と、中世、ビザンチン美術から継承した象徴主義を融合させているのである。
キリストは、復活の印である旗を手にして空中に浮かんでいる。墓の見張りの兵士のうち2人は驚いて天を見上げ、ほかの2人はまだ眠っている。中景には墓を訪れる3人のマリアの姿が見える。なお、描かれている風景はヴェネト地方の田舎の情景である。